# Rage for Order
A Rage for Order az amerikai Queensrÿche zenekar második nagylemeze, mely 1986-ban jelent meg. A ma már klasszikus albumot a zenekar korai időszakának fénypontjaként szokták emlegetni a rajongók. Érdekesség, hogy a lemezen Neil Kernon producer billentyűs hangszereken is közreműködött. A 2003-as CD-s verzión felkerült még négy szám, köztük két koncertfelvétel. Az albumot a Kerrang magazin Minden idők 100 legnagyobb heavy metal albumainak listáján a 88. helyre sorolta. A lemez legismertebb dala az albumnyitó Walk in the Shadows. Az album a Billboard listán a 47. helyig jutott.

## Számlista
1. "Walk in the Shadows" – 3:34
2. "I Dream in Infrared" – 4:18
3. "The Whisper" – 3:36
4. "Gonna Get Close to You– 4:37
5. "The Killing Words" – 3:56
6. "Surgical Strike" – 3:23
7. "Neue Regel" – 4:55
8. "Chemical Youth (We Are Rebellion)" – 4:15
9. "London" – 5:06
10. "Screaming in Digital" – 3:37
11. "I Will Remember" - 4:25

### 2003-as CD-s kiadás bónuszai
1. "Gonna Get Close to You (Lisa Dalbello) - 5:46
2. "The Killing Words (Élő)" (DeGarmo, Tate) - 4:10
3. "I Dream in Infrared (1991 akusztikus remix)" (Tate, Wilton) - 4:02
4. "Walk in the Shadows (Élő)" (DeGarmo, Tate, Wilton) - 3:39

## Közreműködők
- Geoff Tate – ének
- Chris DeGarmo – gitár, háttérvokál
- Michael Wilton – gitár, háttérvokál
- Eddie Jackson – basszusgitár, háttérvokál
- Scott Rockenfield – dob
- Neil Kernon – billentyűs hangszerek

## Helyezések
Album - Billboard (Észak-Amerika)
| Év   | Táblázat          | Pozíció |
| ---- | ----------------- | ------- |
| 1986 | The Billboard 200 | 47      |